# Grouper
Grouper, pseudonimo di Liz Harris (West Marin, 15 luglio 1980), è una musicista statunitense.
La musica di Grouper è una fusione di pop, ambient, folk e musica d'avanguardia che risente la lezione della musica classica.
L'artista ha pubblicato alcuni album accolti molto positivamente dalla critica come Dragging a Dead Deer Up a Hill (2008) e A I A: Alien Observer (2011), e per aver collaborato con vari artisti fra cui gli Xiu Xiu, Tiny Vipers, Roy Montgomery, The Bug, Lawrence English e Jefre Cantu-Ledesma.

## Storia
Harris nacque il 15 luglio 1980 a West Marin, in California, e visse nella San Francisco Bay Area. L'artista apparteneva a una comunità che si rifaceva ai principi della Quarta Via di George Gurdjieff, e il cui nome, "The Group" ("Il gruppo"), ispirerà quello dell'alias della musicista. Stando a quello che vide quando frequentava il Group, i più piccoli provocavano gli altri bambini e i loro genitori soprannominandoli grouper. L'artista dichiarò: 
 L'artista asserisce anche che "la musica, quando è ridotta all'essenziale, non è altro che un insieme di suoni, quindi il mio compito è da sempre stato quello di raggrupparli."
Grazie ai suoi genitori, l'artista si appassionò al folk dell'Europa orientale e all'avant-pop americano. Inoltre, suo padre, che era lui stesso un compositore, le trasmise l'interesse per la musica antica e quella contemporanea.
Dopo aver terminato il college, Harris trascorse un breve periodo a Los Angeles, dove lavorò in una delle gallerie d'arte di Patrick Painter assieme a Mayo Thompson. Più tardi, la musicista si trasferirà in Oregon.
I primi due album di Harris sono l'autoprodotto Grouper e Way Their Crept, entrambi registrati nel 2005. Durante l'anno seguente, l'artista pubblicò il singolo He Knows, l'album, Wide, e una collaborazione con gli Xiu Xiu dal titolo Creepshow.
Nel 2008 lei pubblicò Dragging a Dead Deer Up a Hill. Heather Phares di AllMusic, accolse l'album in modo entusiastico e dichiarò che, rispetto ai dischi precedenti, abbia uno spettro sonoro più ampio e "faccia emergere dall'etere più melodie, canzoni più strutturate e talvolta alcune frasi di senso compiuto". Pitchfork lo considera "un accattivante esempio di pop psichedelico pastorale".
Nel 2011, Grouper pubblicò A I A: Dream Loss. Nello stesso anno uscì il seguito A I A: Alien Observer, più accessibile e apprezzato rispetto al predecessore.
Violet Replacement del 2012 è composto da due lunghissimi collage sperimentali. L'album venne promosso da una tournée omonima. Nello stesso anno, Grouper pubblicò Foreign Body, attribuito ai Mirroring e registrato assieme a Jesy Fortino dei Tiny Vipers.
Nel 2012, l'artista si esibì assieme a Jefre Cantu-Ledesma durante il festival Transmediale di Berlino. In tale occasione, i due artisti eseguirono la loro Circular Veil, una performance che sarebbe capace di indurre l'ascoltatore in una sorta di stadio di sonno cosciente.
Nel 2013, Grouper pubblicò The Man Who Died in His Boat.
I brani di Ruins, uscito il 31 ottobre del 2014, vennero registrati in gran parte ad Aljezur (Portogallo), ove l'artista stava trascorrendo un soggiorno finanziato dalla Galeria Zé dos Bois, e vennero composti usando una strumentazione minimale (pianoforte, voce e field recording). Nello stesso anno, Grouper registrò la traccia Void assieme al musicista inglese Bug, presente nell'album di lui Angels & Devils.
Nel 2015, Grouper e il regista indipendente Paul Clipson diressero il film Hypnosis Display, commissionato dalla Leeds Opera North.
Nel 2016, la musicista licenziò il 7" Paradise Valley.
Nel 2017, Grouper curò l'undicesima edizione del festival olandese Le Guess Who?.
L'8 marzo 2018, Grouper annunciò l'uscita di un album intitolato Grid of Points e pubblicò il singolo Parking Lot. L'album uscì il 27 aprile per la Kranky.
Il 27 luglio 2021, Harris annunciò la pubblicazione di Shade e pubblicò contemporaneamente il primo singolo da esso estratto Unclean Mind. L'album uscì il 22 ottobre. Shade è una raccolta di materiale inedito registrato da lei nel corso degli ultimi quindici anni.

## Discografia parziale
- 2005 – Grouper
- 2005 – Way Their Crept
- 2006 – Wide
- 2007 – Inca Ore / Grouper (split con Inca Ore)
- 2007 – Cover the Windows and the Walls
- 2008 – Dragging a Dead Deer Up a Hill
- 2009 – Roy Montgomery/Grouper (split con Roy Montgomery)
- 2011 – A I A: Dream Loss
- 2011 – A I A: Alien Observer
- 2012 – Violet Replacement
- 2013 – The Man Who Died in His Boat
- 2014 – Ruins
- 2018 – Grid of Points
- 2019 – After Its Own Death/Walking in a Spiral Towards the House (come Nivhek)
- 2021 – Shade

### Singoli ed extended play
- 2009 – He Knows
- 2007 – Tried
- 2009 – Grouper/Pumice (split con Pumice)
- 2009 – Grouper/City Center (split con City Center)
- 2009 – Tsuki No Seika: Volume One (split con Xela)
- 2010 – Hold/Sick
- 2011 – Water People
- 2016 – Paradise Valley
- 2017 – Children